# Tramvia

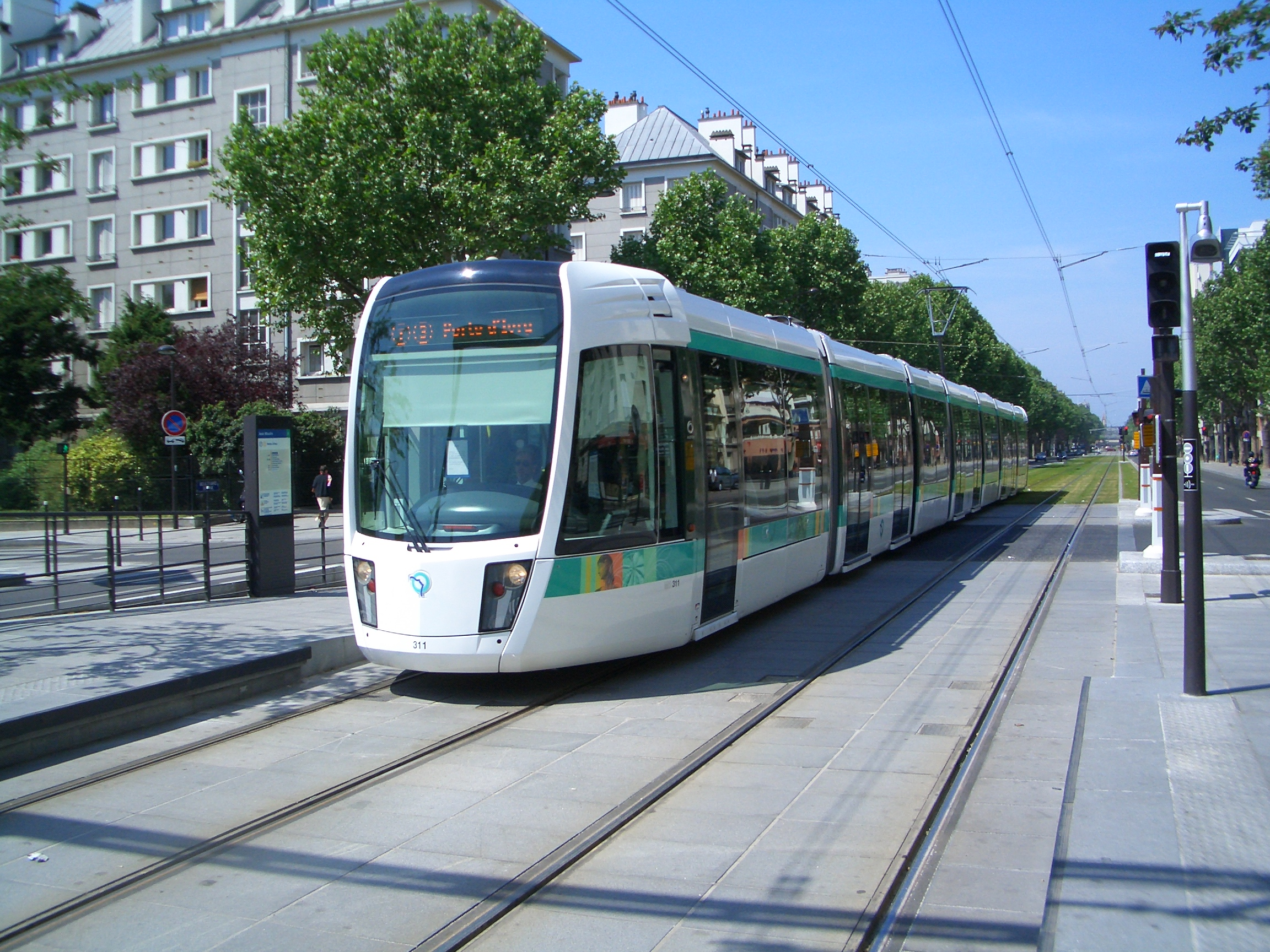
Tramvia a París, França

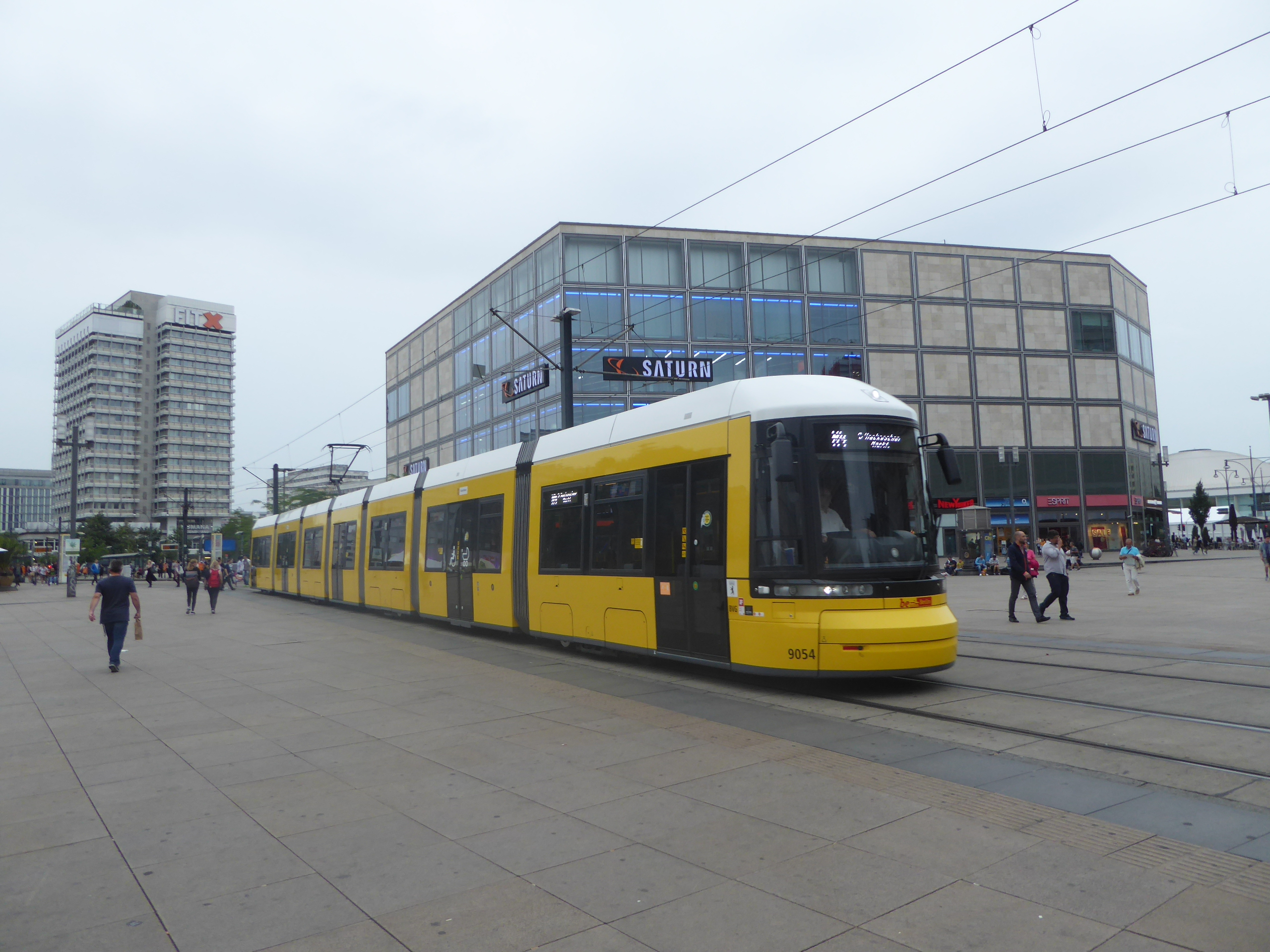
Tramvia a Berlín, Alemanya

Un tramvia, o també tram, és un vehicle de propulsió elèctrica sobre rails i mode de transport públic que circula majoritàriament per àrees urbanes i en superfície.
Tant pot circular sense separació de la resta de vehicles com segregat de la resta de la calçada. També, en alguns casos, fan trajectes interurbans.

## Història

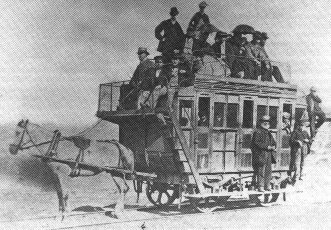
El Swansea and Mumbles Railway gal·lès va ser el primer servei de tramvia per a passatgers del món.

Els primers serveis ferroviaris de passatgers al món es van iniciar en 1807 per la Oystermouth Railway (Ferrocarril Oystermouth) a Gal·les, utilitzant carruatges especialment dissenyats en una línia sobre carrils, tirat per cavalls, construïda per al transport de mercaderies. Els passatgers que pagaven tarifa eren transportats en una línia entre Oystermouth, Mumbles i els molls de Swansea. Aquesta tècnica no va trigar a arribar al Nou Món, ja que al 1832 s'introdueix a Nova York, i en 1858 s'inauguren les primeres línies a Ciutat de Mèxic, l'Havana i Santiago de Xile, a més de Rio de Janeiro, Buenos Aires, Callao, Lima i Montevideo, on es van inaugurar entre 1859 i 1868. Tornant al Vell Món, va començar a circular per París en 1854, a Espanya peninsular va arribar l'any 1871 i a Düsseldorf, Alemanya, en 1876.

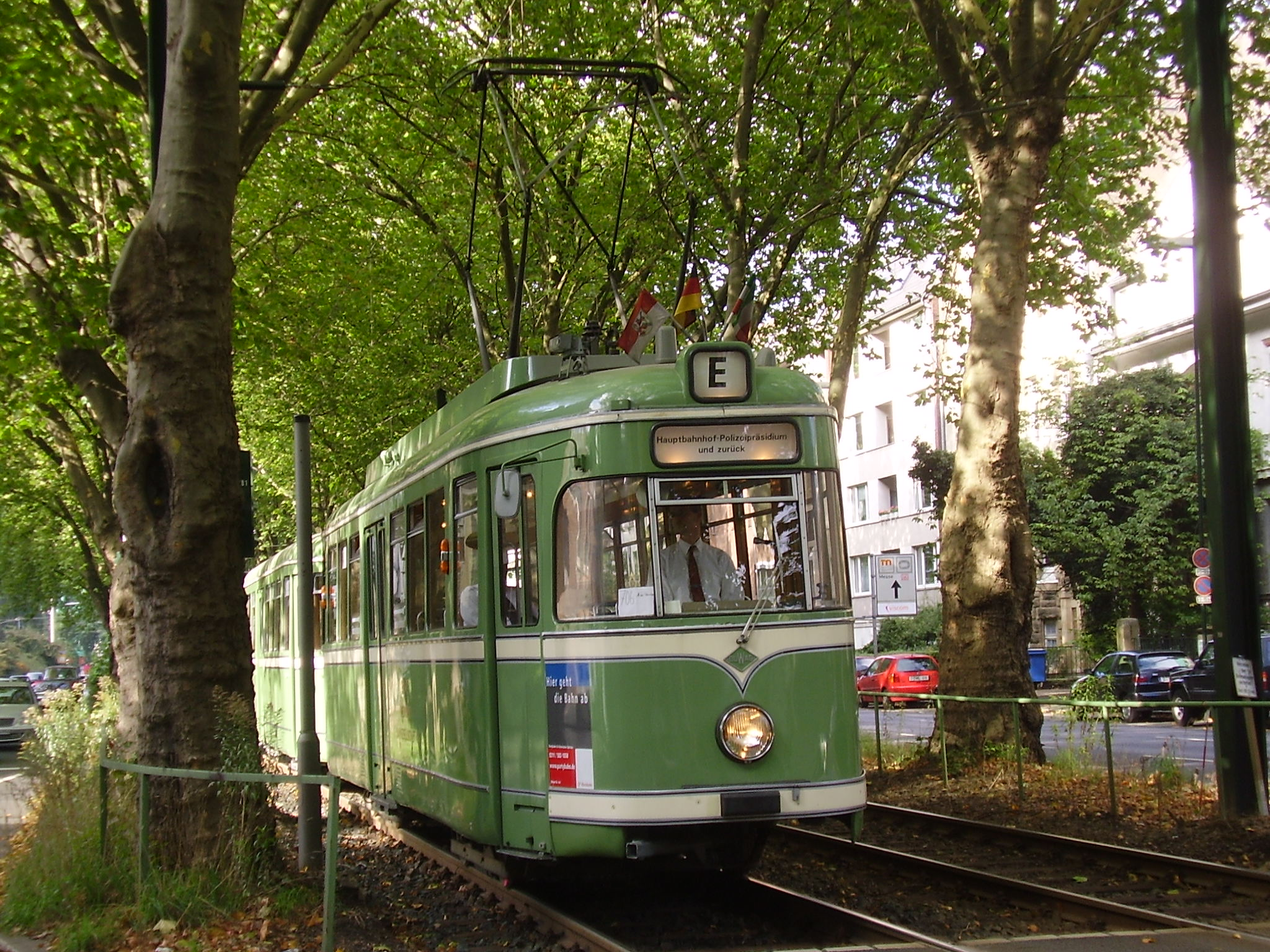
El Düsseldorfer Straßenbahn, a Düsseldorf, Alemanya, va ser inaugurat en 1876. És una de les xarxes de tramvia més antigues al món que continua fins a l'actualitat.

El tramvia es va popularitzar per dues característiques principals:
- La tracció animal (cavalls o mules) podia arrossegar més pes gràcies a la característica bàsica que va possibilitar el desenvolupament del transport per ferrocarril: el baix coeficient de fregament entre carril i roda que permet un consum energètic molt menor respecte als transports sobre paviment amb rodes, encara que fora amb llanda de goma i, més endavant, sobre pneumàtics.
- La superfície dels carrils era molt més llisa que la dels carrers i carreteres de llavors (pavimentades amb llambordes), fent molt més suau la marxa que la dels carruatges corrents.

Després de la tracció animal, es va intentar la tracció per vapor, com la dels ferrocarrils, mitjançant una petita màquina de vapor, però les molèsties causades pels fums i el vapor enmig de la ciutat, no van fer popular aquest sistema, excepte en tramvies que circulaven pràcticament pel camp. Louis Mékarski va proposar amb cert èxit la tracció per aire comprimit i els cotxes motors recarregaven aire comprimit en una parada específica. La primera línia que va funcionar d'aquesta manera va ser en 1879 a Nantes i fins al 1917 altres línies van utilitzar aquest sistema.
El primer tramvia elèctric va ser posat en servei per Werner von Siemens a Berlín en 1879, ho va seguir Budapest en 1887, i la demostració definitiva de la bondat del sistema va venir de la mà de Frank J. Sprague amb l'electrificació de la xarxa de Tramvies de Richmond (Virgínia) amb la qual va demostrar, des de 1887, que la tracció elèctrica era la forma millor de propulsar els tramvies.
A Espanya la primera línia interurbana de tramvia, de Madrid a Leganés en 1879, va ser la primera a Espanya a funcionar amb tracció a vapor.
A Suïssa, la primera línia interurbana electrificada va ser la Vevey-Montreux-Chillón (VMC) que es va obrir en 1888. En 1890 va funcionar el primer de França a la ciutat de Clarmont. A continuació va arribar a Bucarest en 1894, Sarajevo en 1895, Bilbao (1896) i Buenos Aires en 1897 (primera línia estesa per la Companyia Anglo-Argentina).

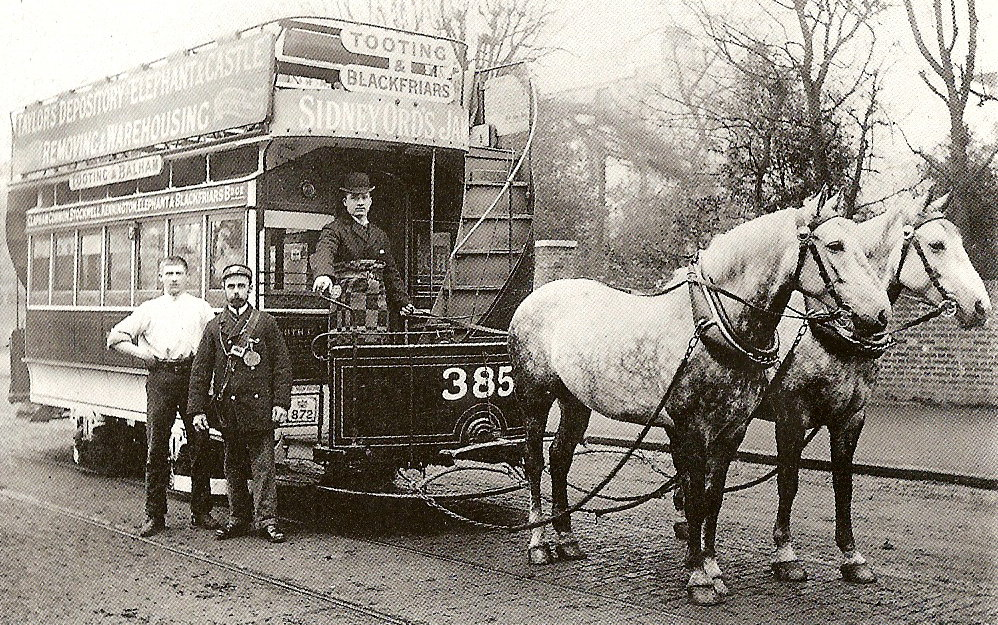
Els primers tramvies amb tracció a cavall es van introduir en el Regne Unit.
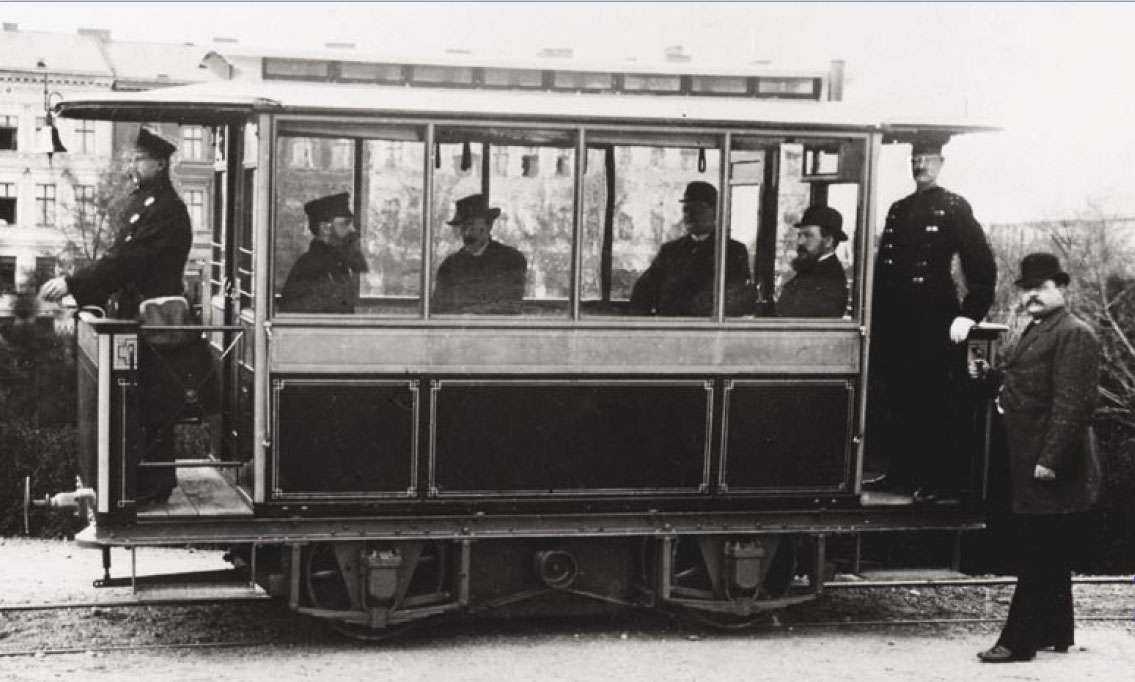
Primer tramvia elèctric de Ernst Werner von Siemens.

### Edat d'or
El tramvia va tenir un desenvolupament considerable entre el començament del segle XX i el període d'entreguerres amb la innovació de tracció elèctrica, la multiplicació de les línies i l'increment del nombre de passatgers, convertint-se en el principal transport urbà. El transport a cavall havia desaparegut pràcticament de totes les ciutats europees i americanes al voltant de 1910, i els autobusos encara estaven en fase de desenvolupament, augmentant la seva fiabilitat mecànica, però encara no superaven al tramvia en prestacions, mentre que l'automòbil estava encara (per poc temps) reservat a una clientela limitada.

### Desaparició parcial i temporal

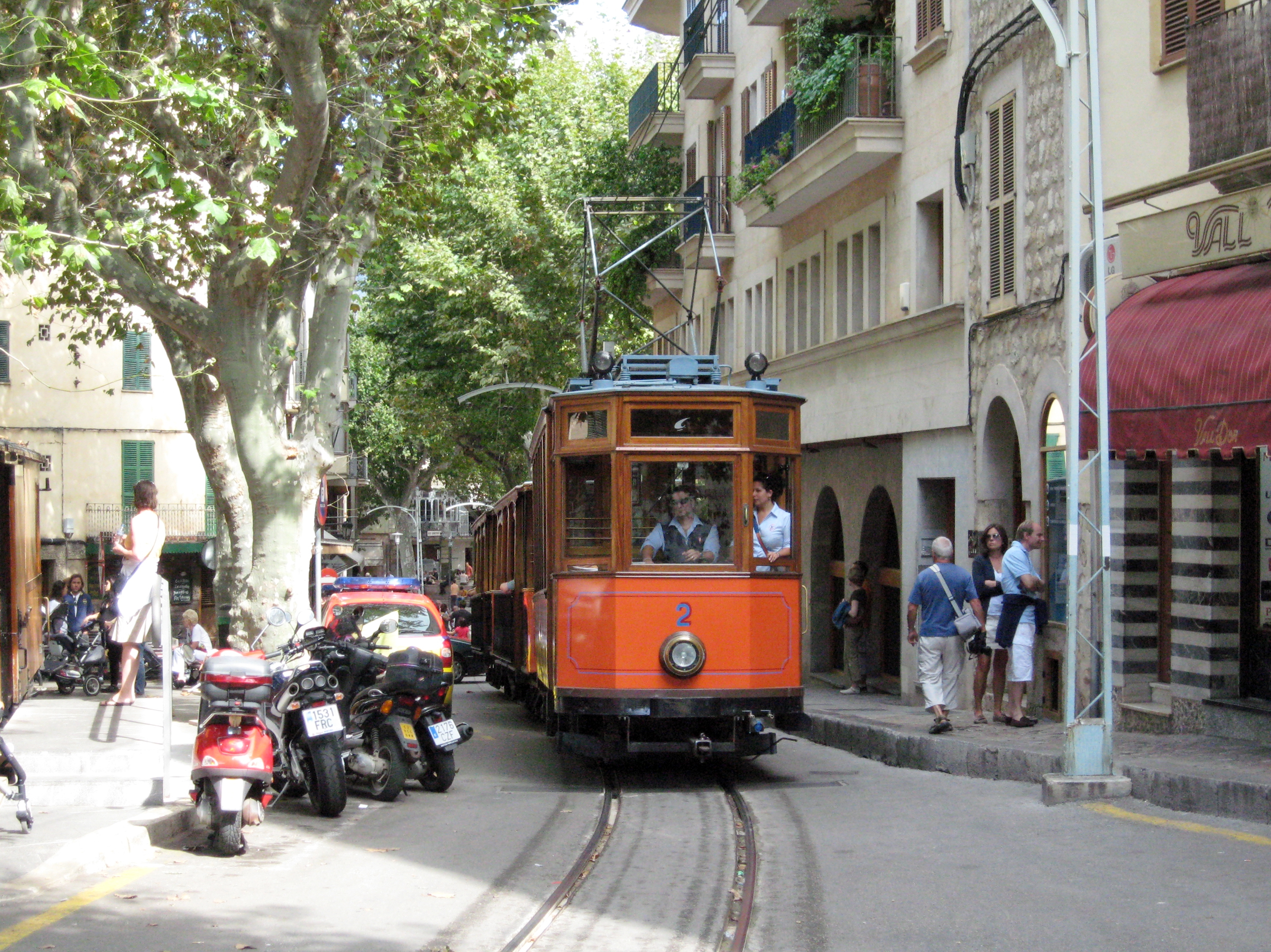
Cotxe motor del tramvia de Sóller, Mallorca.
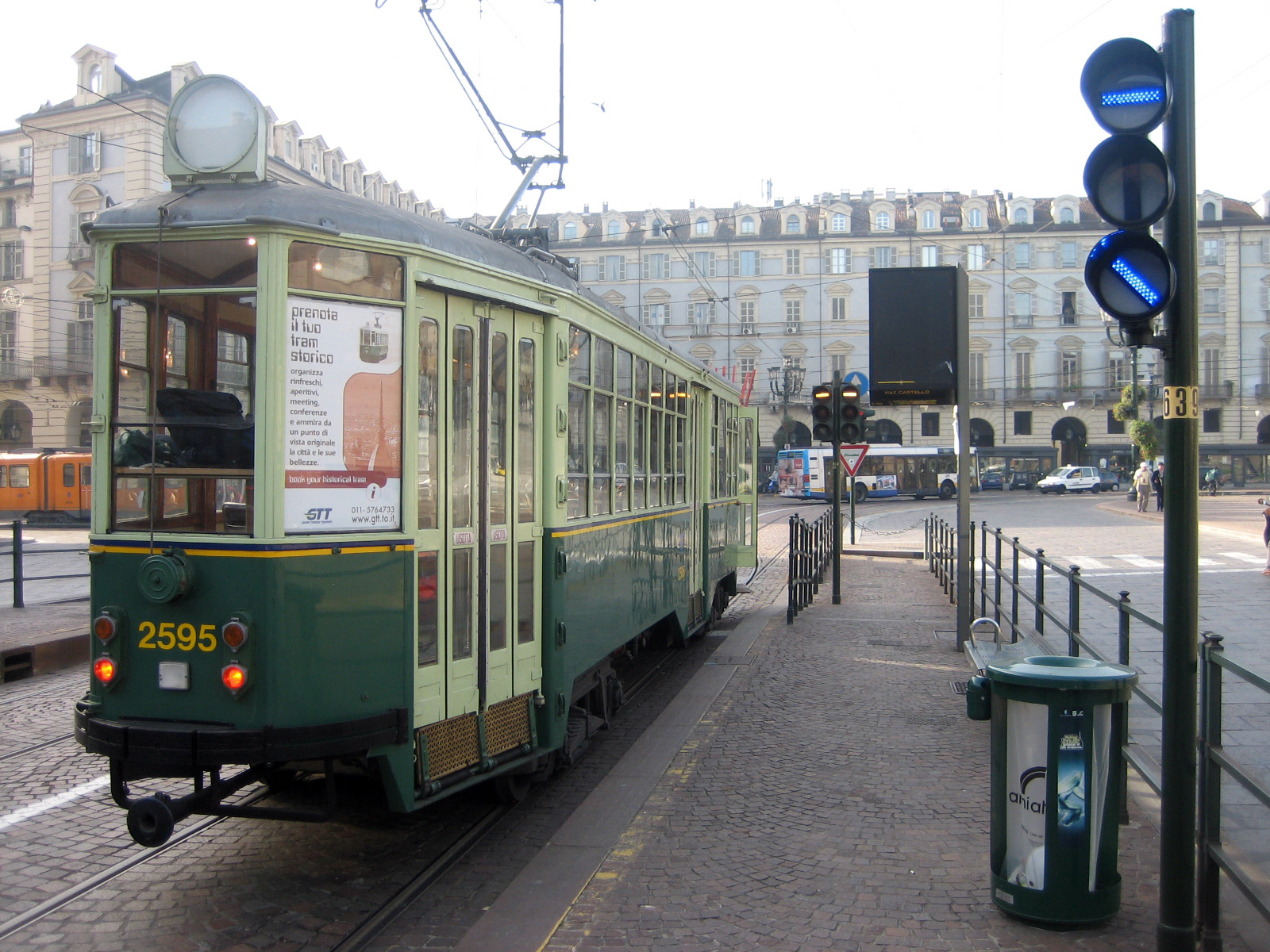
Tramvia a Torí, Itàlia.
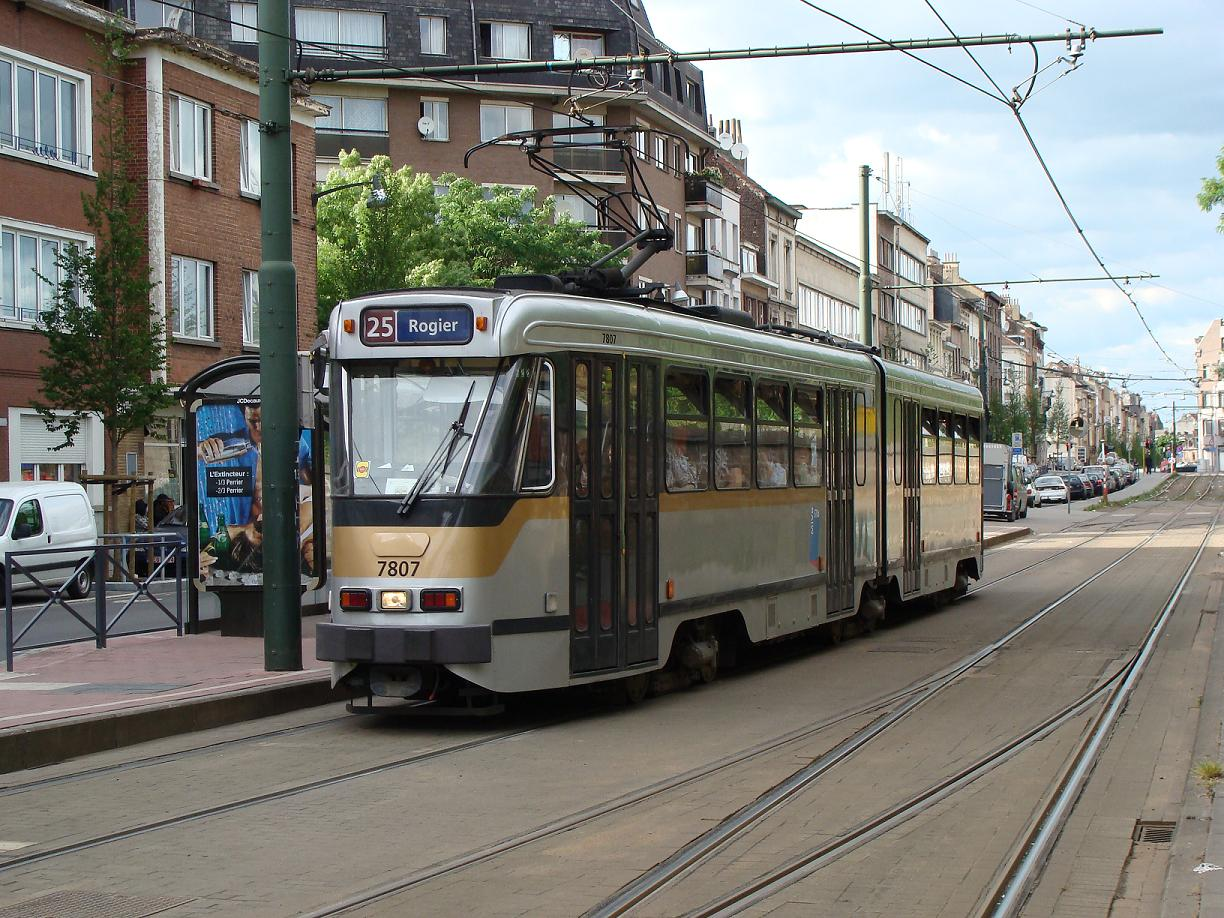
Vella generació de tramvies articulats a Brussel·les, Bèlgica.
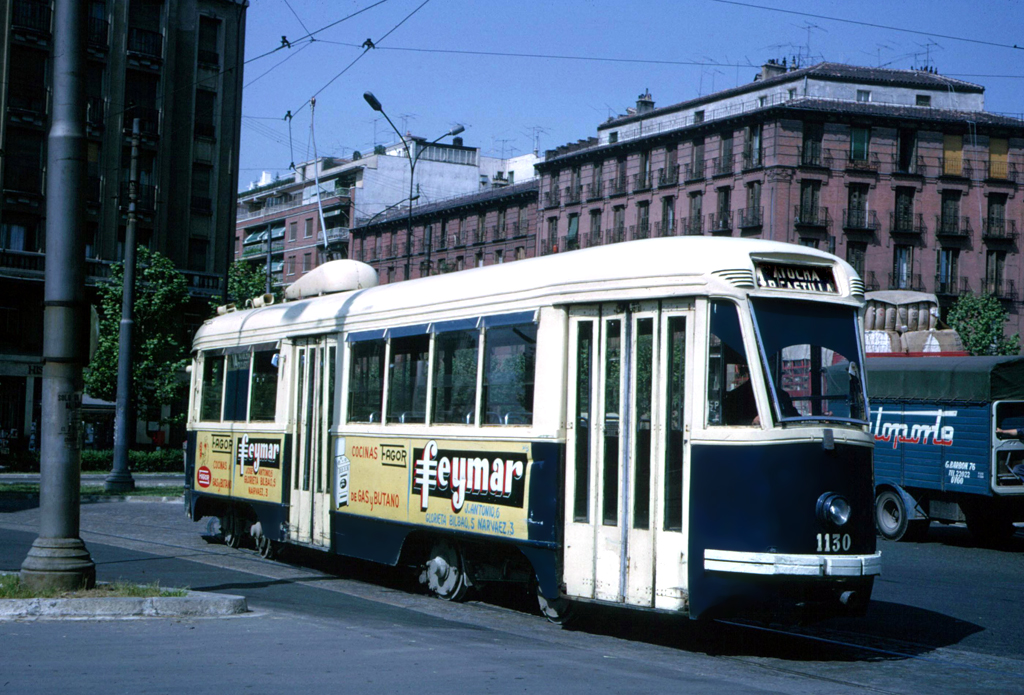
Últim model que va funcionar a Madrid (Espanya) fins al 1972.

El desenvolupament de la venda de vehicles amb motor d'explosió comporta en algunes ciutats la desaparició ràpida del tramvia en el paisatge urbà a partir del lustre de 1935. El progrés tècnic de l'autobús, més àgil en el trànsit urbà, ocasiona greus problemes al tramvia per no necessitar una infraestructura costosa, tenint en compte que els costos de la calçada no es cobraven directament als seus usuaris.
Els poders públics van invertir en infraestructures destinades a l'automòbil, i de pas en l'establiment de xarxes d'autobús, percebut com a símbol del progrés. Alhora, les xarxes de tramvia es van deixar de mantenir i modernitzar, la qual cosa els desacreditava davant els ulls del públic. Com a resultat, les antigues vies es van considerar com a arcaiques i es van anar reemplaçant per línies d'autobusos.
A la desaparició del tramvia també se li uneixen en ocasions motius menys tècnics. Als Estats Units una empresa creada per General Motors, Firestone, Standard Oil i d'altres va comprar totes les vies de les ciutats més importants dels Estats Units per substituir-les per xarxes d'autobusos fabricades per General Motors, en el que es coneix com el Gran escàndol del tramvia dels Estats Units. Es va acusar aquestes empreses d'haver-ho fet per beneficiar a la indústria automobilística, encara que finalment només se les va condemnar per afavorir la compra d'autobusos i no per eliminar el tramvia.
Les xarxes de tramvia van desaparèixer gairebé completament d'Amèrica del Nord, Uruguai, Argentina, Espanya, França i Gran Bretanya. En canvi es van mantenir (i en alguns casos es van modernitzar) a Alemanya, Àustria, Bèlgica, Escandinàvia, Itàlia, Països Baixos, Portugal, Suïssa, Japó i a tota l'Europa de l'Est.

### Renaixement

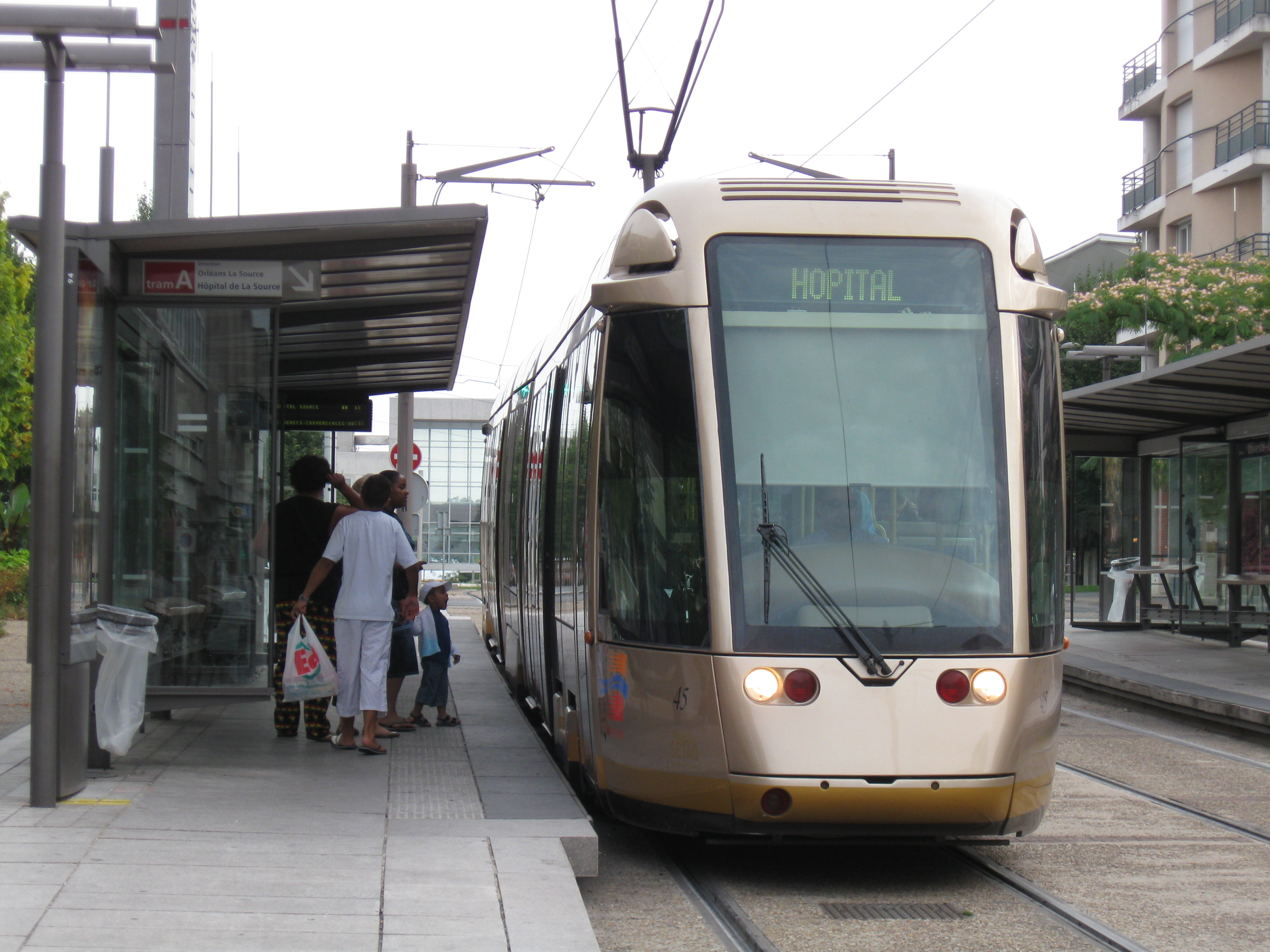
Tramvia Citadis 301 a Orleans, França.

Des d'inicis del segle xxi el tramvia va iniciar una situació de forta recuperació a Europa. L'inici d'aquest renaixement es va donar a França gràcies als projectes sorgits pel procés de Concurs Cavaillé després de la crisi del petroli de 1973 i la saturació de les ciutats per part dels cotxes. Com a resultat a llarg termini d'aquest procés es van construir xarxes tramviàries noves a Nantes (1985), Estrasburg (1994), Rouen (1994), Bordeus (2003), Niça (2007) i Tolosa de Llenguadoc (2010). L'èxit d'aquests projectes va aconseguir que nombroses ciutats europees estudiessin solucions semblants. Els nous tramvies, gràcies a l'aplicació dels avanços tecnològics, s'han convertit en un nou mitjà de transport públic amb un alt nivell de prestacions per la seva accessibilitat, baixa acústica, rapidesa, regularitat, comoditat i ecologia.
El principal objectiu del tramvia és garantir el transport urbà en les condicions més respectuoses possibles amb l'ambient. Alhora, constitueix una alternativa interessant per als usuaris i una aposta decidida pel transport públic, clarament en la línia dels criteris de foment de l'economia en l'entorn urbà.

Tramvia actual
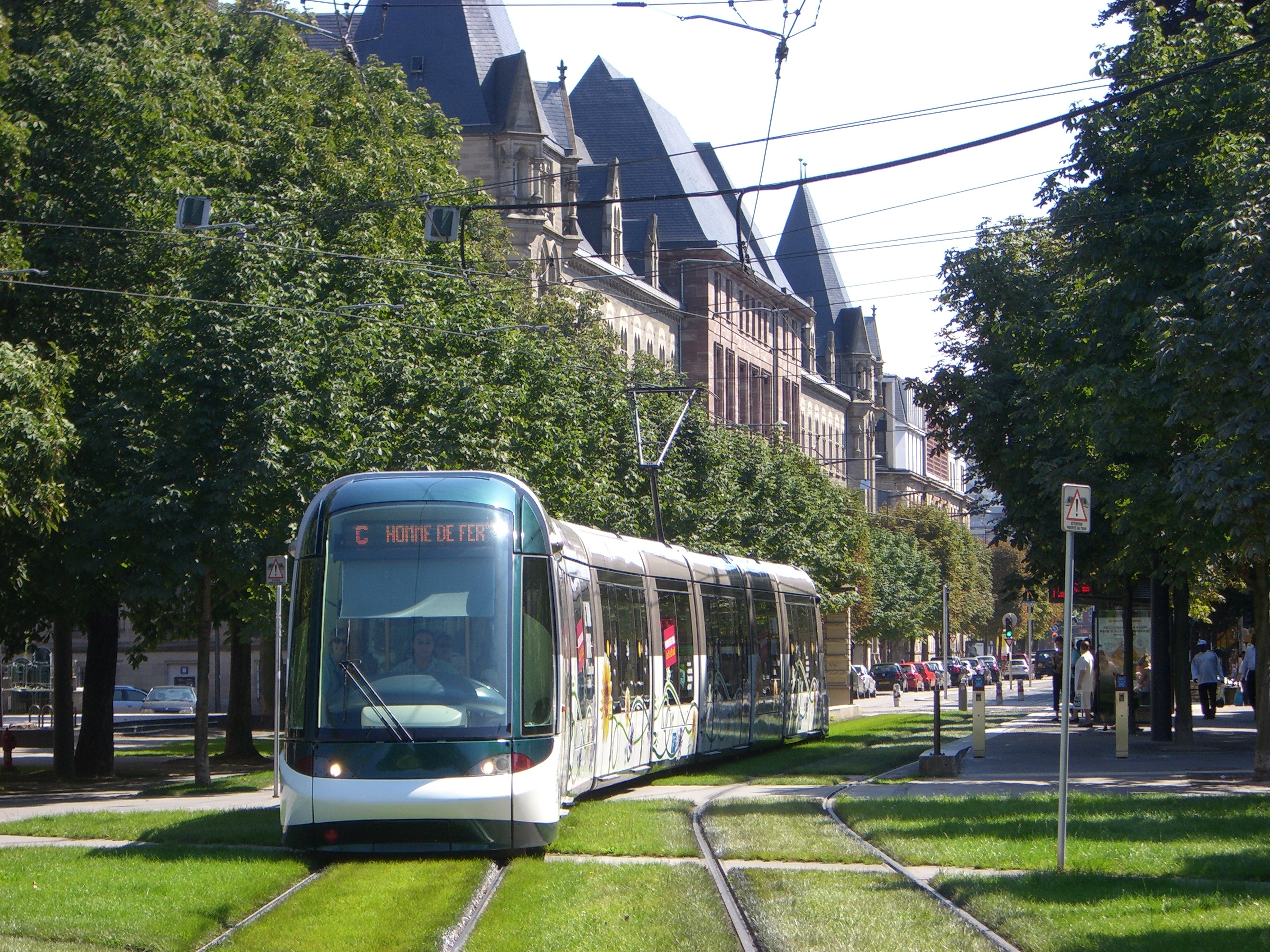
Eurotram a Estrasburg, França, inaugurat en 1994.
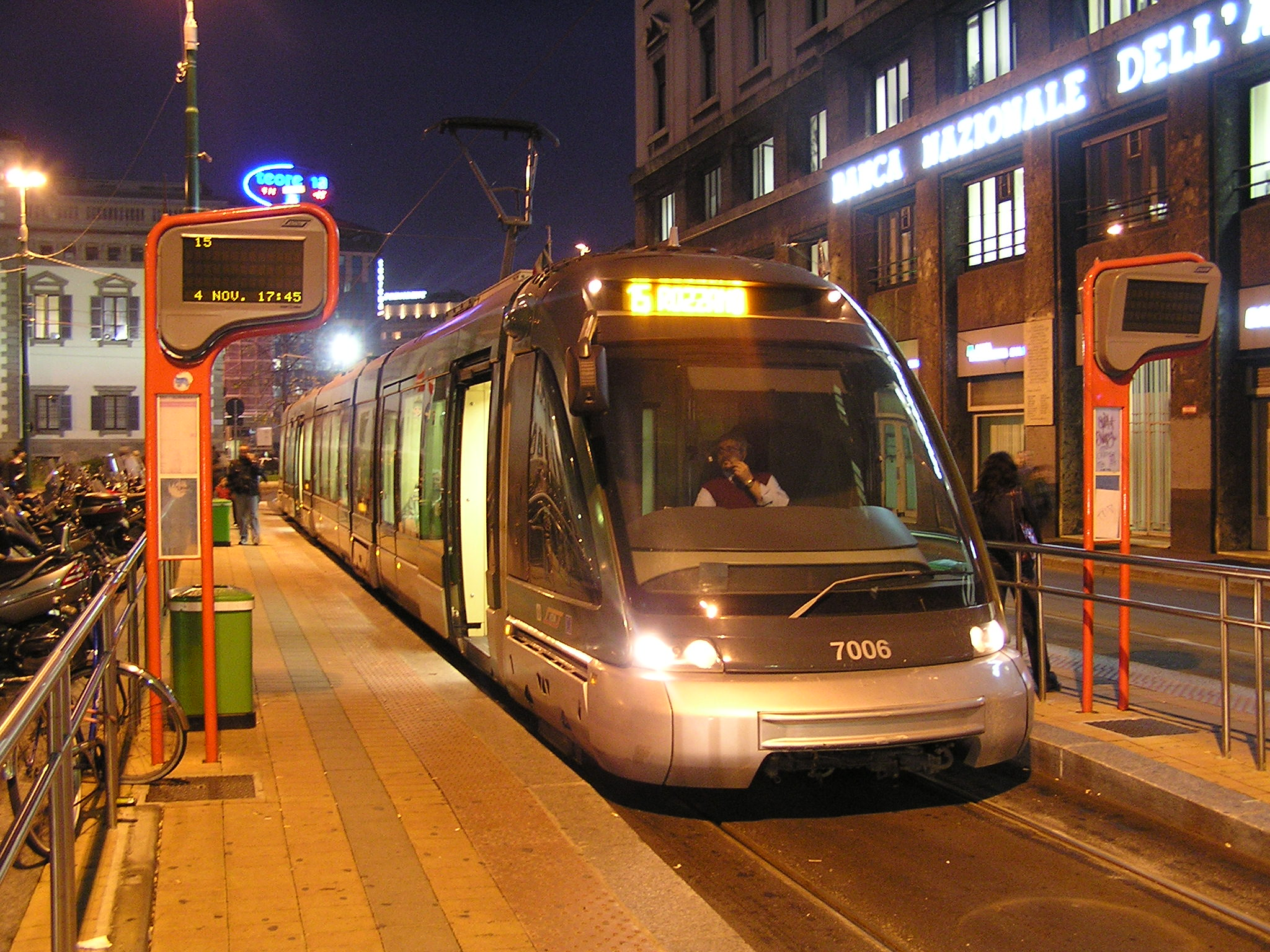
Eurotram a Piazza Fontana, Milà.
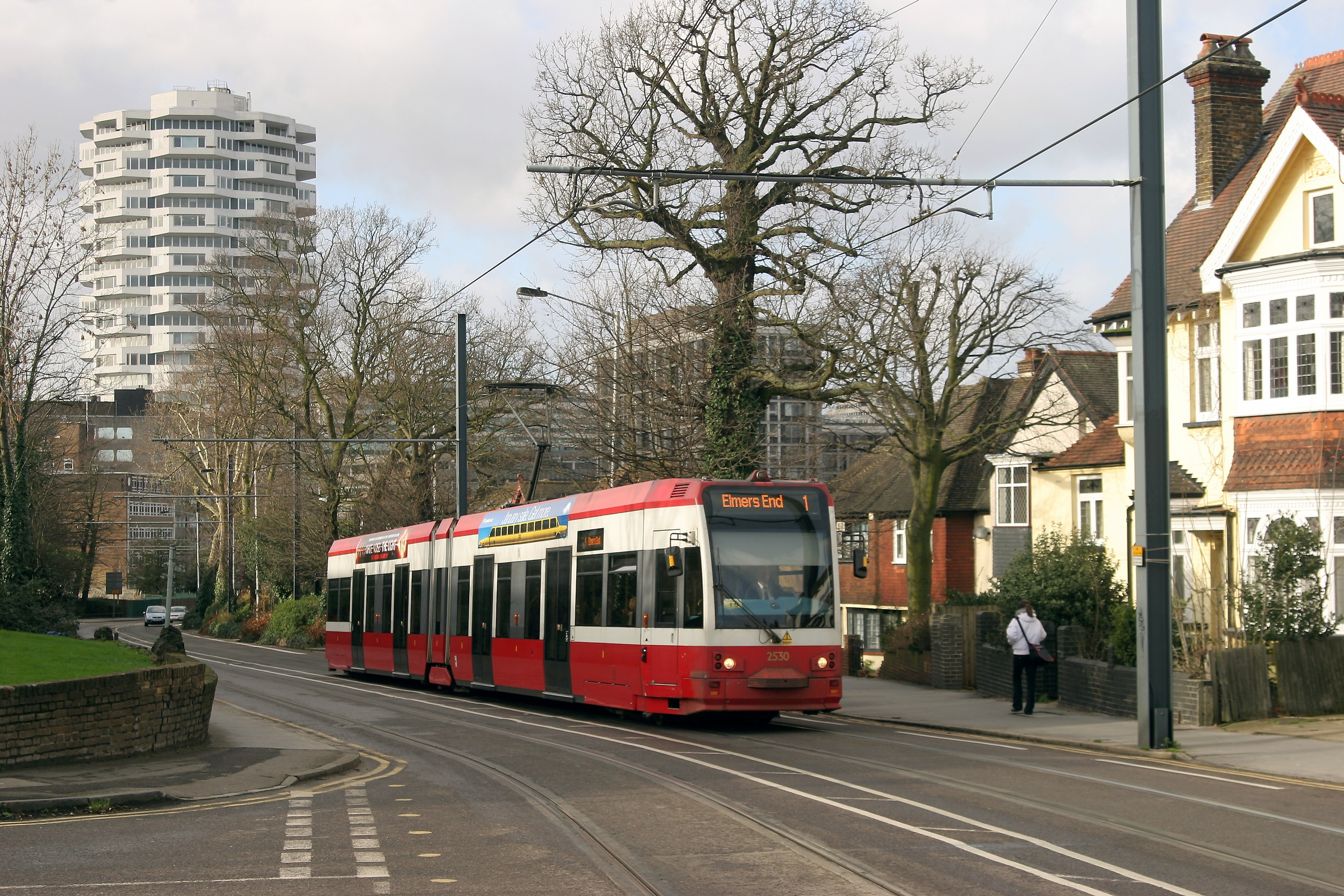
El tramvia Tramlink dona servei al sector sud de Londres.
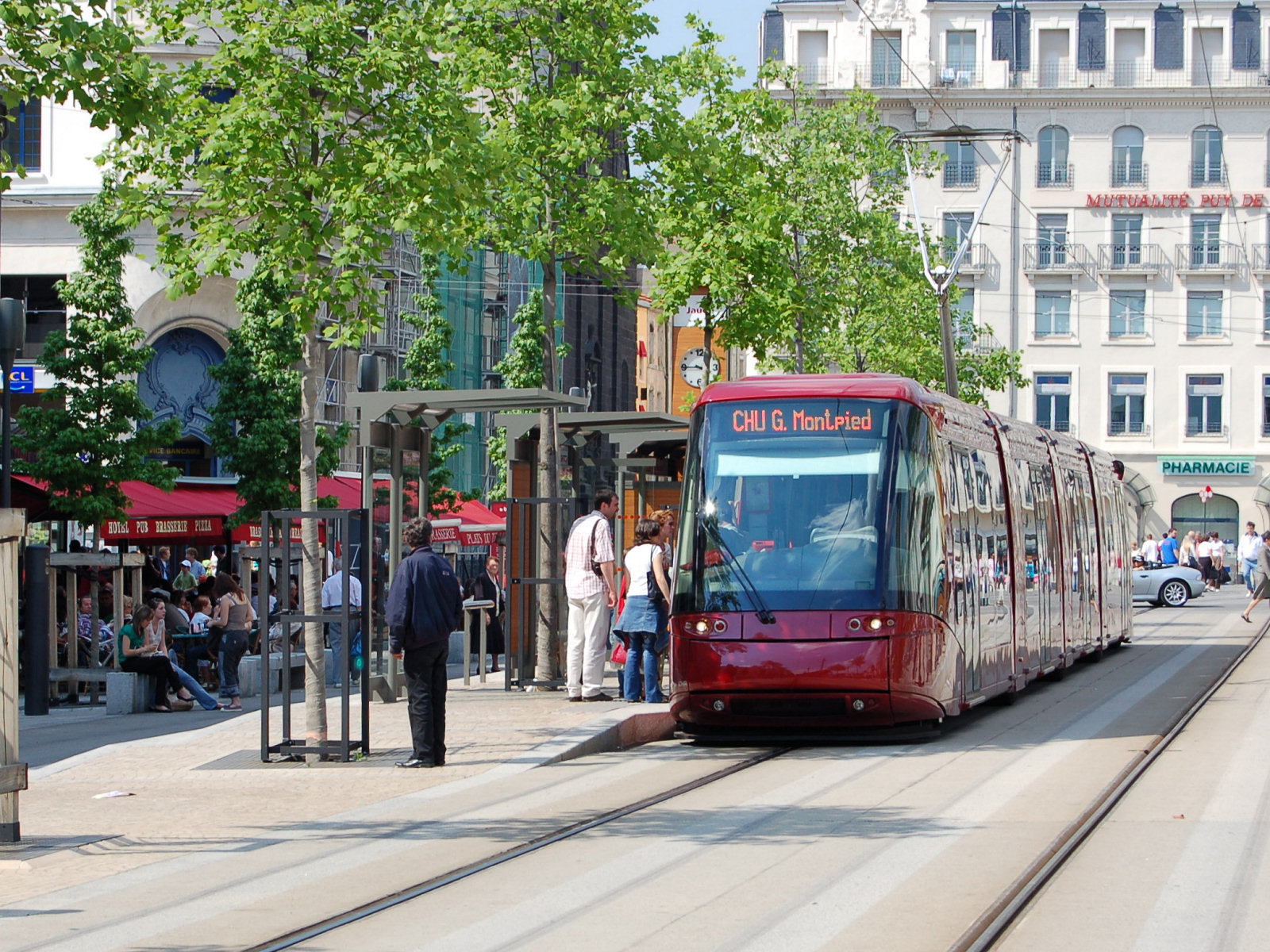
Tramvia sobre pneumàtics de tecnologia Translohr, a Clarmont, França.

## Característiques dels vehicles

### Font d'energia
En els seus inicis van ser utilitzats cavalls com a forma de propulsió. Més endavant van aparèixer els tramvies de vapor. També van aparèixer altres sistemes com per cable, motor de gas i benzina. Aquests sistemes van ser majoritàriament reemplaçats pel tramvia elèctric.
Actualment, la pràctica totalitat dels tramvies són elèctrics. Hi ha alguns casos en què utilitzen un motor dièsel: es tracta normalment de tren-trams en zones interurbanes on no disposen de catenària i utilitzen de forma mixta l'electricitat i el dièsel segons per on circulen. Recentment ha aparegut el tramvia mogut per hidrogen.

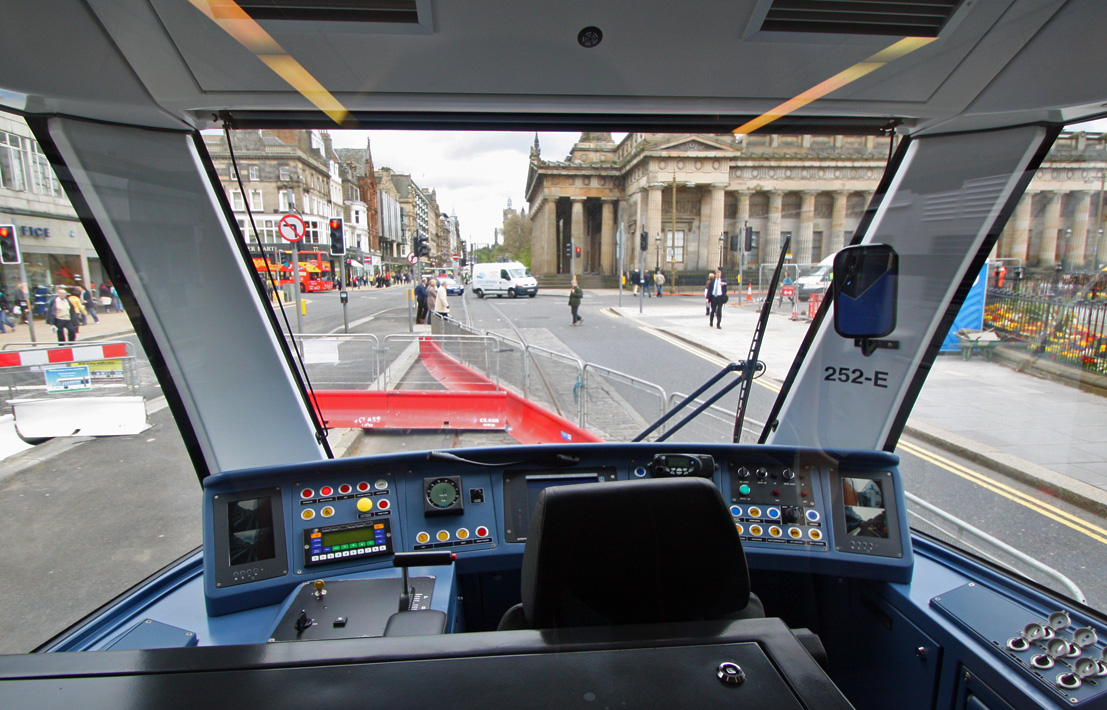
Interior d'una cabina d'un tramvia de Edimburg

### Cabina
És el compartiment de la part davantera del tramvia, on se situa el maquinista separat de la resta de passatgers. És des d'on es condueix el vehicle i se n'acciona l'obertura i el tancament de les portes. A partir dels anys 90 es popularitzen els tramvies amb doble cabina, una al davant i una altra al darrere, fet que facilita enormement la seva maniobrabilitat tant a final de línia com en cas d'incidència.

### Vagons
Inicialment als tramvies només hi havia un sol vagó amb motor. Més endavant s'hi afegiren 1 o 2 remolcs en aquelles línies amb molta afluència de passatgers. Cap a les acaballes del segle xx, els tramvies articulats enllacen de 3 a 7 vagons i així se n'incrementa de manera important la capacitat i s'hi optimitza la distribució de passatge al llarg del vehicle. També hi ha hagut un canvi en la disposició dels seients que han alliberat lloc per a carrets i bicicletes.

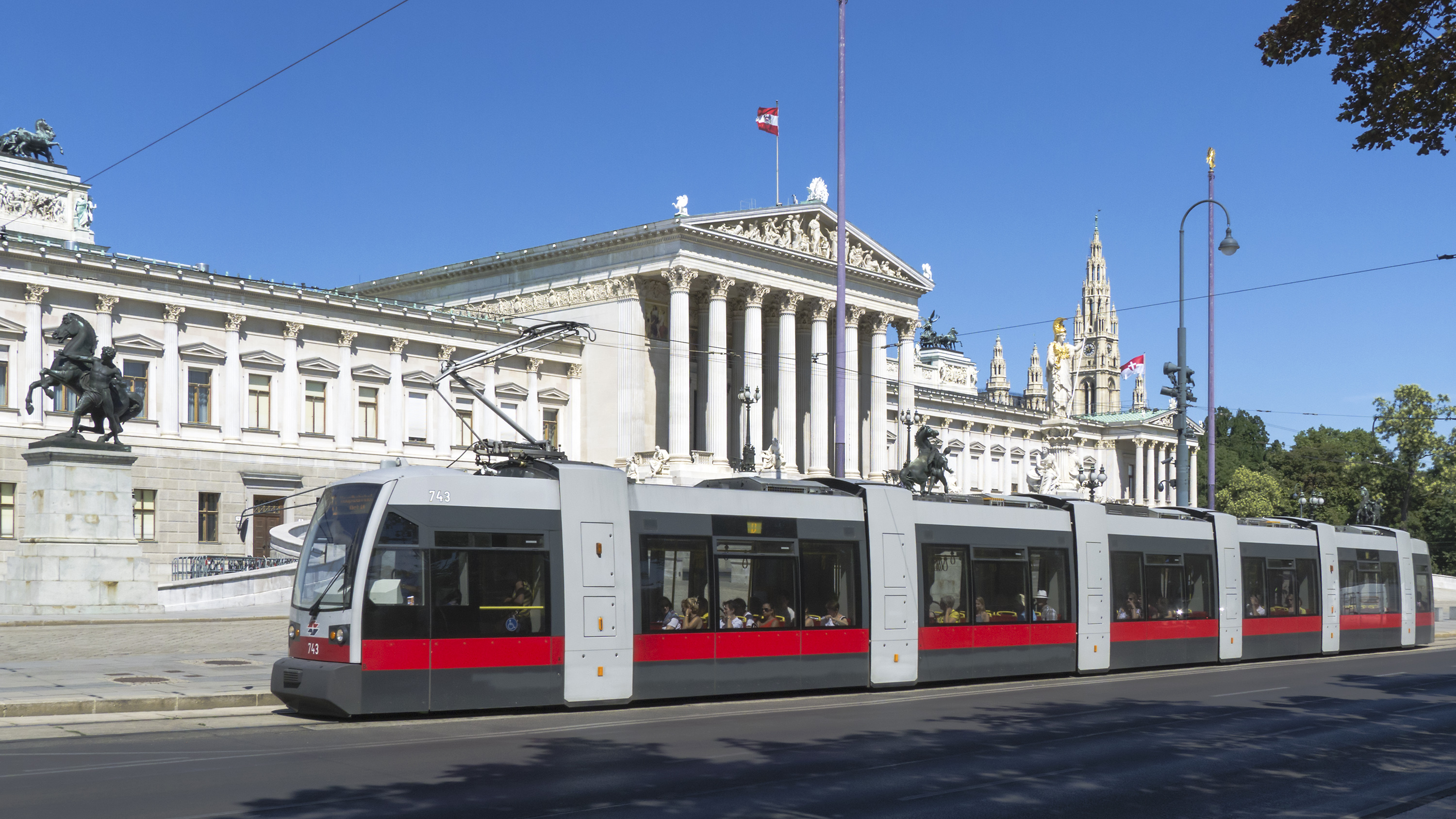
Tramvia articulat de pis baix amb doble cabina a Viena

### Pis
El pis dels vehicles es caracteritzava per una elevació normalment superior als 50 centímetres, desnivell que es superava mitjançant 2 o 3 esglaons. Ara, però, són subministrats amb pis baix a peu pla, per facilitar l'entrada i sortida dels passatgers.

### Bogis
Les bogis d'un tramvia tenen una estructura més simple respecte als trens, gràcies al seu menor pes, i gairebé sempre estan formades per no més de 2 eixos. En aquelles línies amb pendent, s'empren vehicles amb bogis que també pivoten sobre l'eix horitzontal, a més del vertical. En alguns tramvies articulats les bogis se situen justament en les articulacions dels vagons.

### Frens
Els primers tramvies utilitzaven un fre de cargol accionat pel maquinista. A mesura que els vehicles van anar adquirint més velocitat, s'hi va instal·lar un fre pneumàtic accionat per un compressor, anomenat també fre d'aire. Aquest anava acompanyat d'un fre automàtic en cas de ruptura de l'anterior. Amb l'aparició de l'electromecànica i l'electrònica, passen a ser utilitzats els frens elèctrics.
Sempre es disposa de 2 sistemes de frens a cada vehicle. D'aquesta manera, en cas de fallada d'un sistema, l'altre fre pot operar. En l'última evolució es reutilitza l'energia cinètica generada pel tramvia en frenar per recuperar energia.

## Infraestructura

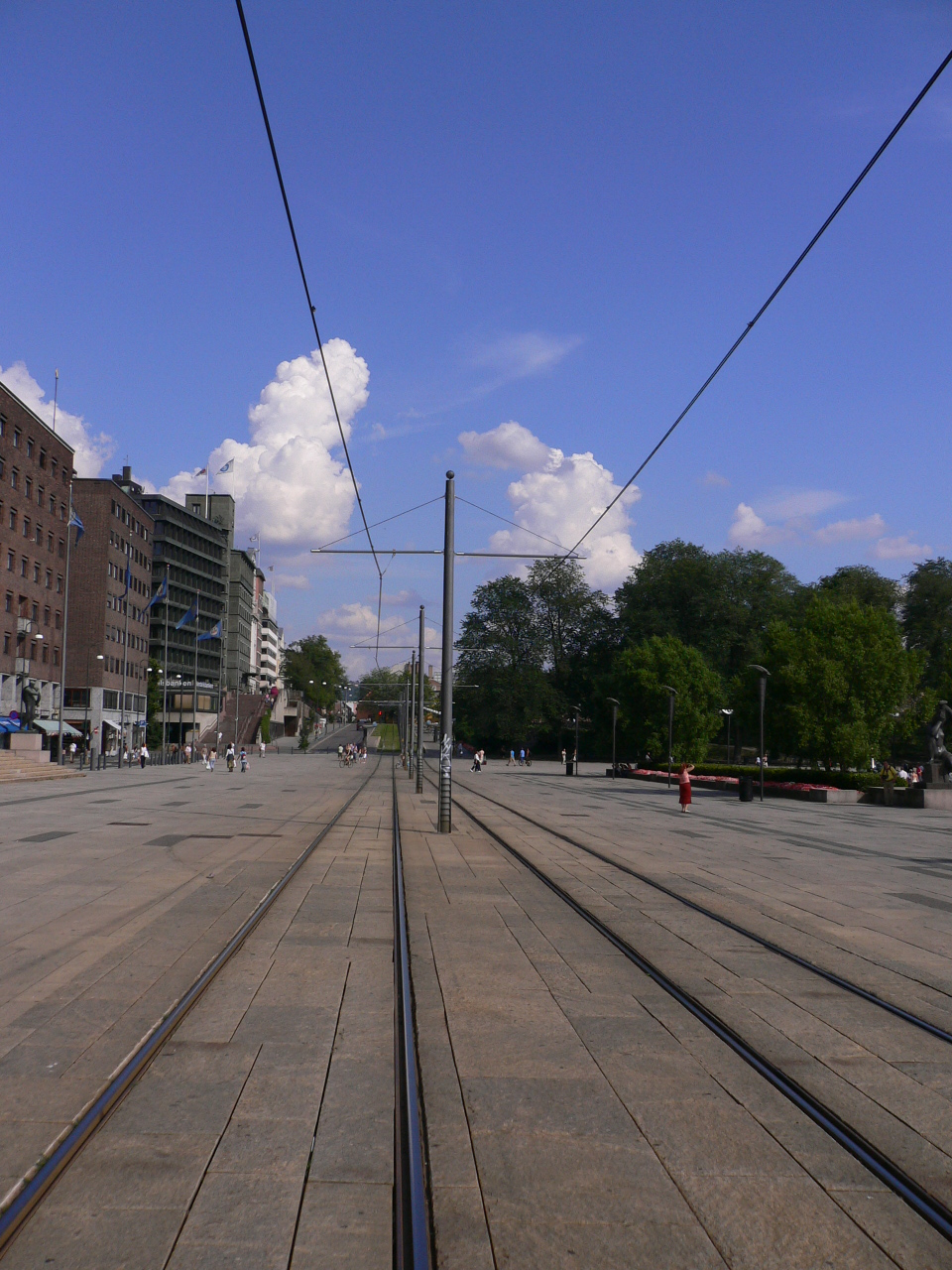
Vies i catenària a Oslo

### Via

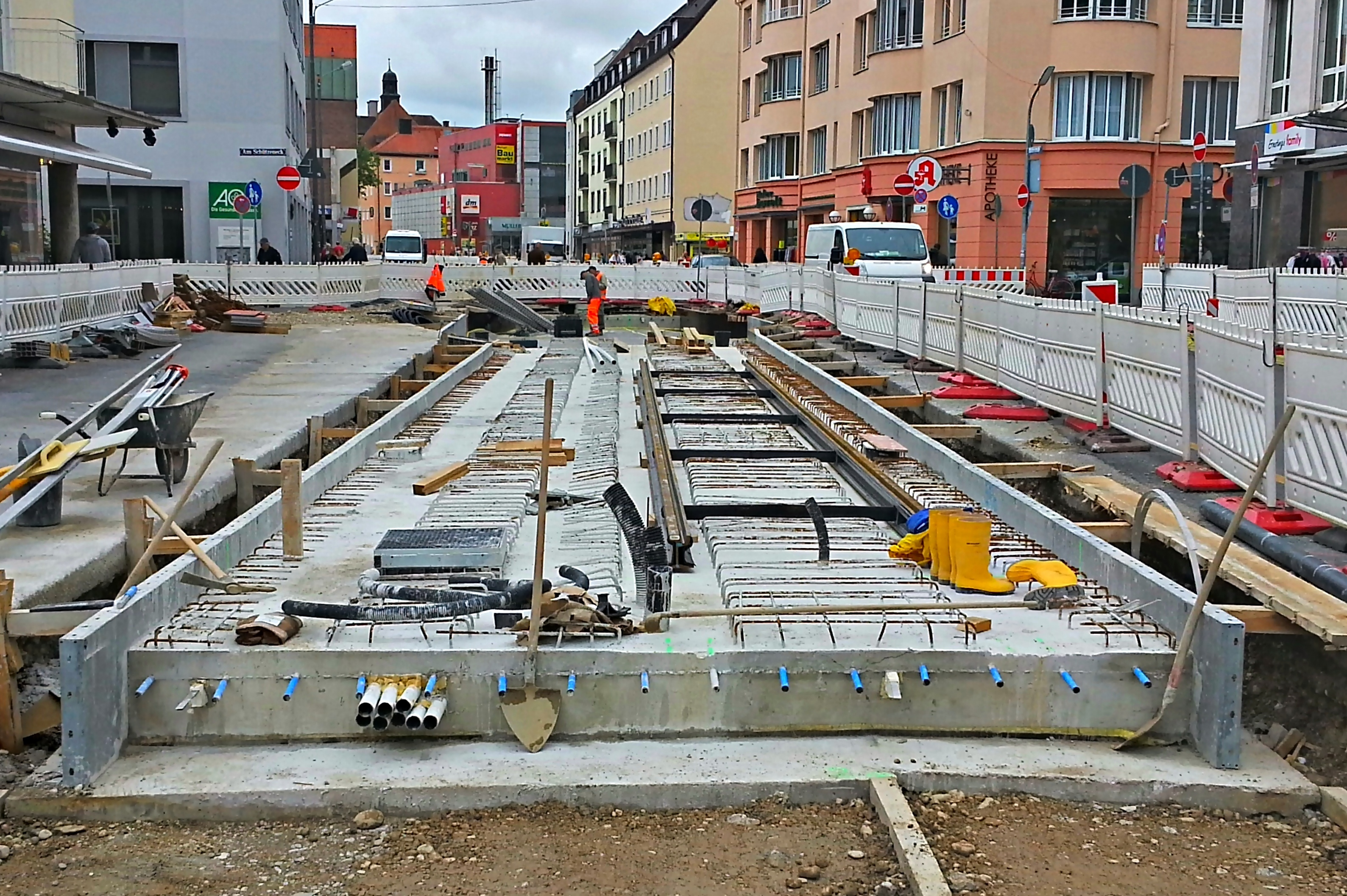
Instal·lació de vies a Múnic

Les vies d'un tramvia són un carril acanalat que se situen normalment incrustats a la superfície, antigament rodejats de pedres, després d'asfalt i ara també gespa. Com en les vies de ferrocarril convencional, les vies consisteixen en 2 raïls d'acer paral·leles.A la majoria de casos s'utilitzen un material de plàstic o polímer que permet recobrir tots dos costats del raïl, per fer possible la circulació d'altres vehicles com cotxes i bicicletes sobre les vies.
Uns altres cops van per una via separada del trànsit automòbil i normalment en àrees interurbanes poden utilitzar el mateix carril que els ferrocarrils (amb menys amplada i menys pes per metre lineal), amb travesses i balast. Les travesses poden ser de formigó, de fusta i fins i tot metàl·liques.

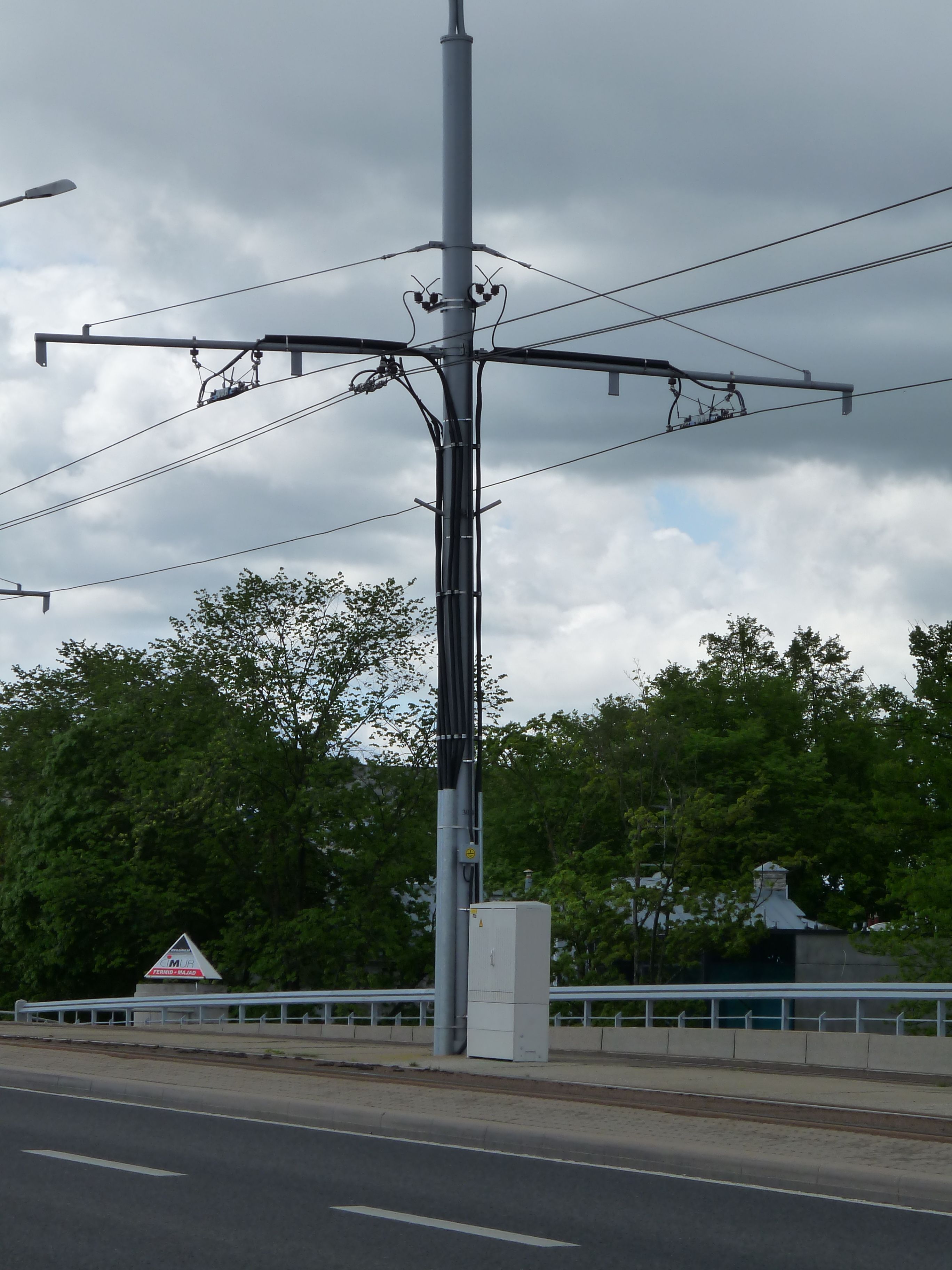
Catenària i transformador a Tallin

### Alimentació
El sistema més usat és la instal·lació d'un fil (catenària) a una alçada entre 7 i 10 metres per sobre el terra i que necessita diferents punts de suport al llarg del recorregut que contacta amb el pantògraf en la part superior del tramvia subministrant-li l'electricitat. És necessari la instal·lació de transformadors i s'utilitza normalment entre els 500 i 750 volts.
Estan apareixent nous sistemes d'alimentació, com la instal·lació d'un tercer raïl que se situa al mig dels 2 raïls que contacta amb el tramvia quan hi passa per sobre. Per seguretat, el tercer raïl només disposa d'electricitat quan hi circula el tram per sobre. També vehicles amb bateries, que es col·loquen o bé a la part inferior o superior dels tramvies. Aquestes bateries són recarregades a les seccions amb catenària o a les estacions amb un sistema ràpid de càrrega. Aquests 2 sistemes són utilitzats en traçats pels centres urbans davant un monument d'especial interès o places per evitar l'impacte visual de la catenària. Aquests 2 sistemes representen un increment del cost i una menor fiabilitat amb comparació a la catenària.

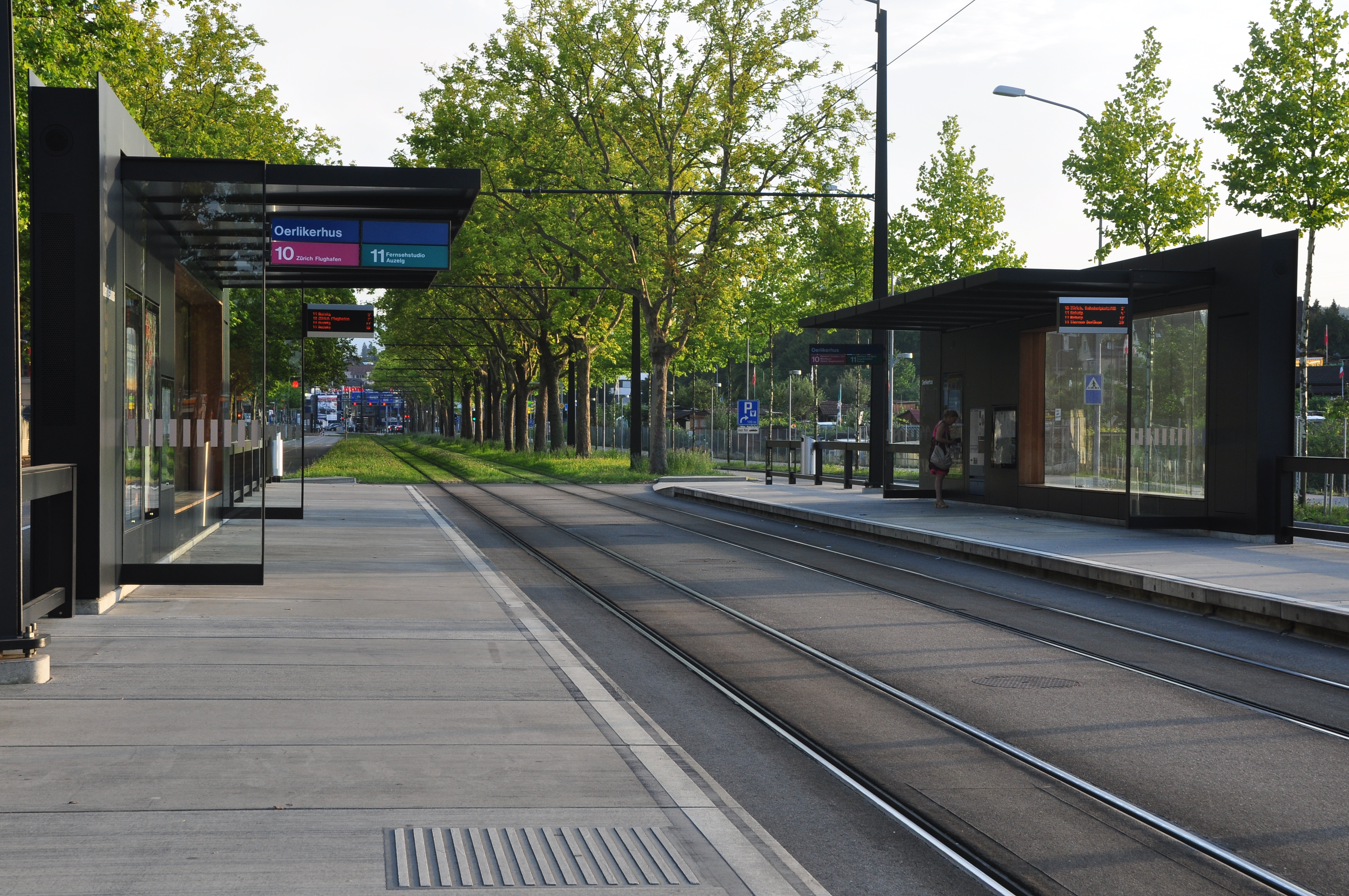
Estació de tramvia a Zúric

### Estacions
Les estacions de tramvia poden ser similars a una parada d'autobús, sobretot en aquelles seccions on comparteixen espai amb la resta de vehicles. Recentment està guanyant terreny un disseny semblant a l'andana d'una estació de tren, solució adoptada en aquelles línies de tramvia amb la plataforma segregada de la resta de vehicles i que suposa que la andana quedi al mateix nivell que el pis del tramvia significant una accessibilitat completa per tots els usuaris.

### Senyalització
Inicialment les línies de tramvia no tenien necessàriament senyalització pròpia i seguien els paràmetres de circulació general com la resta de vehicles. Recentment, disposen de semàfors propis per millorar la seguretat a les cruïlles amb la resta de vehicles i garanteix una velocitat competitiva amb la inclusió de l'ona verda al pas del tramvia. També disposen de senyals per canvis de vies i de velocitat màxima que varia segons el grau de segregació per on circula el tramvia.

## Avantatges i inconvenients
El tramvia té com a avantatges: fa menys soroll, consumeix menys energia per viatger transportat que l'autobús, contamina menys (almenys al lloc per on circulen; la contaminació pot ser on es genera l'electricitat). Consumeix menys energia elèctrica que el ferrocarril metropolità subterrani (no necessita il·luminació als passadissos ni a les andanes). La seva infraestructura és molt més barata, cosa que fa que sigui més econòmic que el metro. En contra té: la rigidesa dels recorreguts, no poden evitar cap obstacle que hi hagi a la via. Tenen menys capacitat i menys velocitat que el metro (igual com el metro té menys capacitat i velocitat que un tren de rodalia).

## Xarxes de tramvia al món

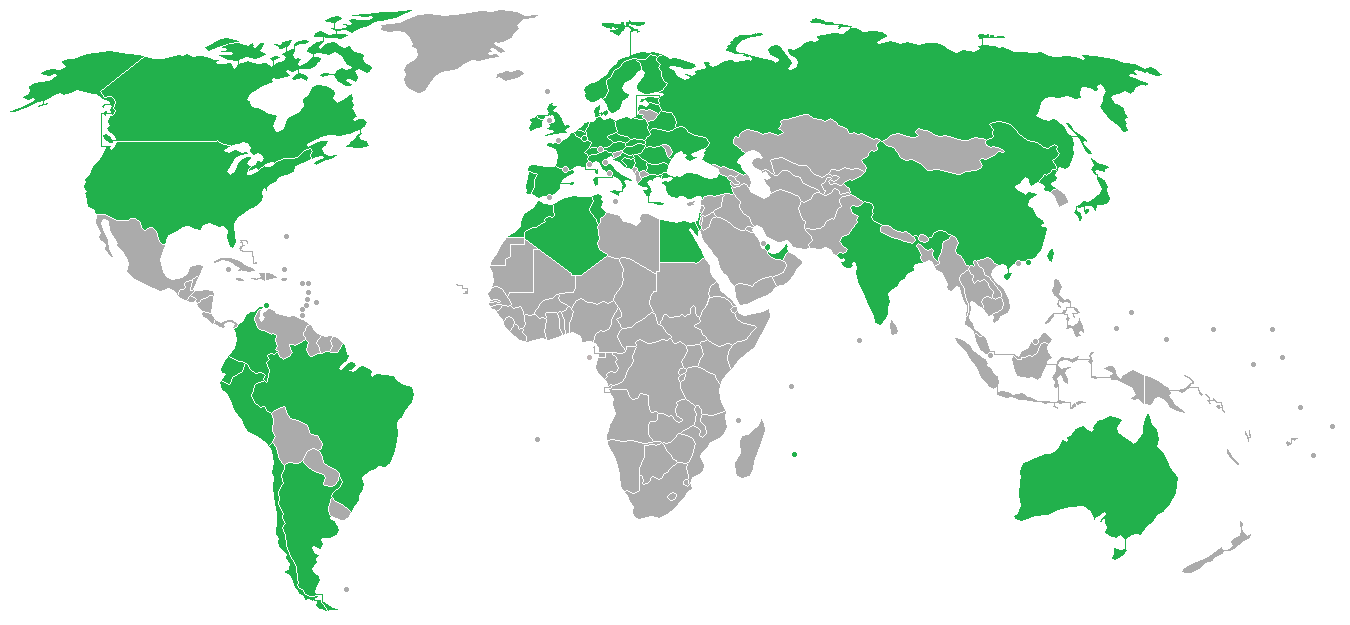
Xarxes de tramvies al món:
Països amb xarxes de tramvies
Països sense xarxes de tramvies

### Rècords i estadístiques

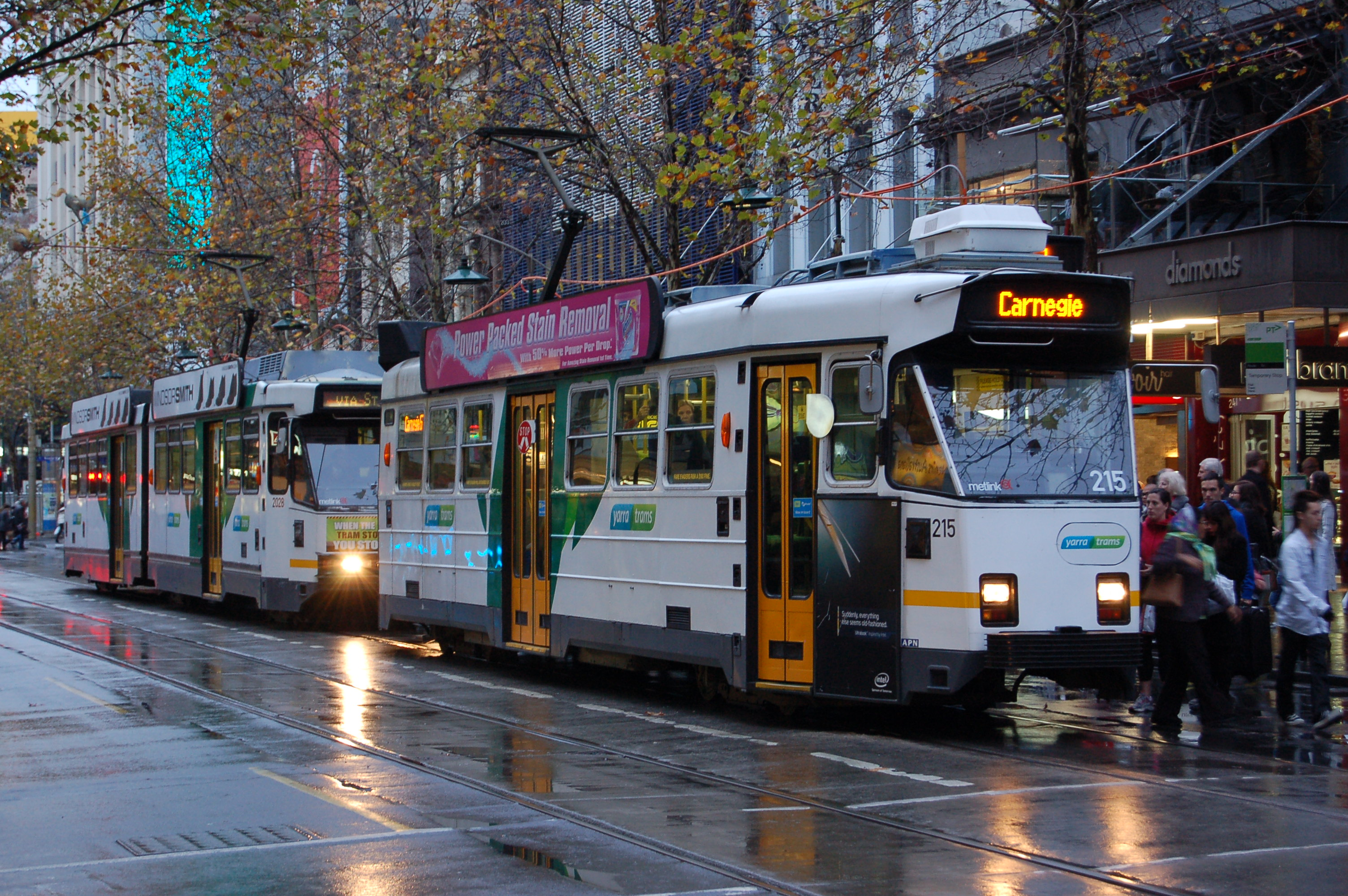
Tramvia de Melbourne, la xarxa més gran del món

Hi ha actualment 388 ciutats al món amb tramvia, inclou també seccions de tren lleuger i tren-tram, que significa un creixement de més de 100 ciutats en l'últim quart de segle. En total 15.000 km en operació i més de 32.000 parades.
Melbourne té la xarxa més gran del món amb 256 km de vies, seguit de Sant Petersburg amb 205 km i Colònia amb 195 km. Els tramvies de Budapest mouen 396 milions de passatgers l'any, rècord mundial, en segona posició Praga amb 333 milions i, en tercera, Bucarest amb 322 milions.
La línia més llarga del món se situa a Bèlgica, una línia que recorre 68 km de la costa belga, anomenada Kusttram. La xarxa de tramvia de Basilea és l'única al món trinacional, des de Suïssa creua la frontera francesa i alemanya.

### Zona Geogràfica

#### Europa

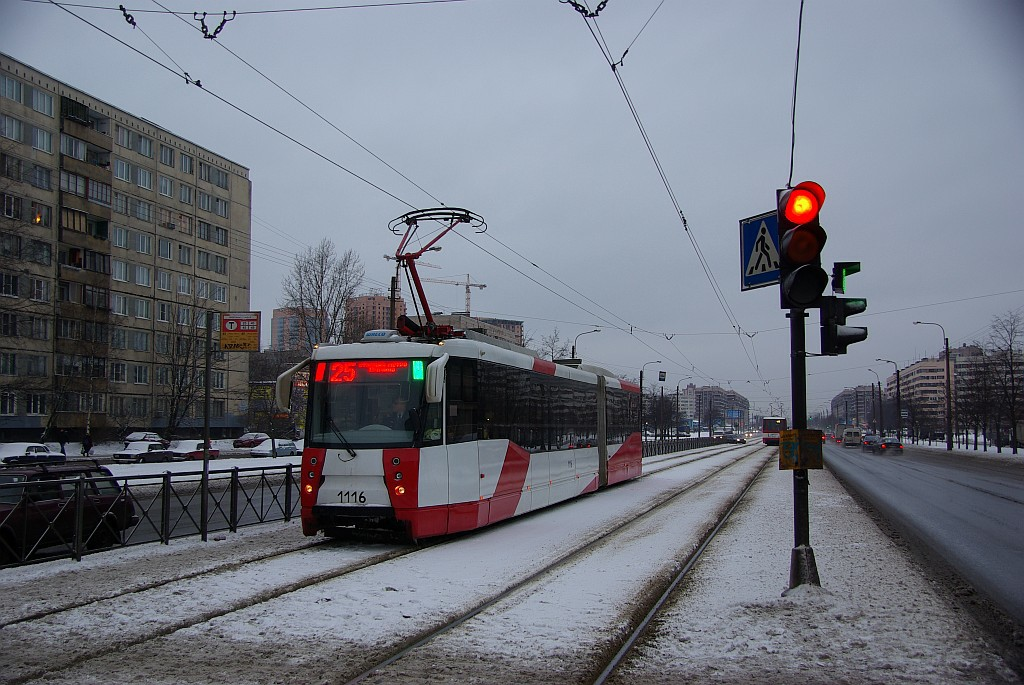
La xarxa de tramvia de Sant Petersburg, la més gran d'Europa i la 2a del món

El continent europeu presenta una forta implementació de xarxes tramviàries que operen a 206 ciutats. A l'Europa oriental es van mantenir la gran majoria de línies construïdes mentre que a l'Europa occidental es va dur a terme un procés de tancament, que avui dia s'està revertint amb la recuperació de moltes línies.
A Catalunya, el tramvia de Barcelona, recuperat el 2004, es diu Tram. Hi ha sis línies numerades de la T1 a la T6, dividides en dues xarxes independents. Sumen 29,2 km de vies. Les 6 línies del Tram de Barcelona són: T1, T2, T3 (de la xarxa Trambaix); i T4, T5, T6 (de la xarxa Trambesòs).

#### Amèrica del Nord
També hi va haver importants clausures de línies a moltes ciutats americanes; però es van mantenir a Boston, Nova Orleans, Filadèlfia, San Francisco, Cleveland, Toronto i Ciutat de Mèxic. Els últims anys s'han obert línies a Portland, Seattle, Memphis i Dallas.

#### Amèrica del Sud
Destaquen noves obertures, després de la desaparició a tot el continent, com a Buenos Aires, Rio de Janeiro i Medellín.

#### Àsia
Només al Japó i Hong-Kong es van mantenir extenses xarxes de tramvia. Els últims anys nombroses ciutats xineses estan implantant el tramvia com a mitjà de transport, a més de Corea del Sud i Filipines.

#### Àfrica
Alexandria i El Caire són les úniques xarxes de primera generació que han quedat operatives. Recentment s'han obert noves línies a Casablanca, Rabat, Tunis i Alger.

#### Oceania
Melbourne i Adelaida (Austràlia) van ser les dues úniques grans ciutats que van mantenir al tramvia. Avui dia, altres ciutats com Sydney l'han recuperat.